# Underdog Cru
Die Underdog Cru war eine von 1995 bis 2003 existierende Rostocker auf Deutsch rappende Hip-Hop-Gruppe.

## Geschichte
Olaf Nückel, der sich später den Alias „Mas Massive“ zulegte, begann 1991 Liedtexte zu schreiben, die er über schlichte Beat-Loops rappte. Als er 1992/1993 den in seinem Stadtteil Reutershagen lebenden DJ Joaf über die gemeinsame Leidenschaft für den FC Hansa Rostock kennenlernte, nahm das Hobby Fahrt auf, denn Loaf teilte seine musikalische Vorliebe und besaß technische Gerätschaften, die musikalische Experimente ermöglichten. Sie nannten sich „Straßenjungs“ und fabrizierten im Homerecording-Style aus freien Beatsequenzen von CDs und Videospielen komplexere Loops als in Nückels Anfangszeit, über die sie rappten und cutteten, was dann auf Kassette mitgeschnitten wurde. Mit dem Zukauf weiteren Equipments sammelten sie, mal jeder für sich allein, mal gemeinsam, mal assistiert von neugierigen Freunden, Erfahrungen mit der Turntabletechnik. Da sich niemand sonst aus der Clique mit Hip-Hop anfreunden konnte und sie sich zu Außenseitern entwickelten, die erste Engagements als Support-DJs annahmen, beschlossen sie die Namensänderung in „Underdog Cru“.
1995 stieß Homez aus dem benachbarten Rostock-Evershagen hinzu. Wie viele andere DDR-Jugendliche hatte er Mitte der 1980er Jahre den Film Beat Street zu Gesicht bekommen und war seitdem mit dem Bronx-Virus infiziert. Zu dritt ging die Liederentwicklung nun leichter von der Hand. Eines der ausgearbeiteten Stücke schaffte es 1997 auf den Northside Connection-Sampler. Schließlich konnte Mitte 1996 auf dem Stralsunder Minilabel P.O.sin-music des Rappers Pussi das nur 3000 DM Produktionskosten aufweisende Debütalbum Maximum veröffentlicht werden. Zunächst im Eigenvertrieb, dann mit der Vertriebsfirma EFA im Rücken, wurden über 6.000 Exemplare abgesetzt. Es folgten eine ganze Reihe weiterer Sampler-Beiträge, ebenso verschiedentliche Auftritte, unter anderem mit Fünf Sterne deluxe oder den ostdeutschen Vorzeige-Hip-Hoppern Tefla & Jaleel. 2000 gelang der Wechsel zum SPV-Sublabel Punchline Records, wo im November die EP V.I.P. – Zu viele Hip Hop Starz erschien. Ein Jahr später absolvierte die Cru, erweitert durch den damals noch unbekannten Rapper Marteria, eine Tournee im deutschsprachigen Raum mit den Londonern Mark B & Blade. Im März 2002 wurde das lange geplante und doch verschobene Album Zu viel des Guten veröffentlicht. Darauf ist Marteria bei zwei Stücken als Gast vertreten, jedoch nicht bei der 12"-Single Boombastisch, die ein Sample aus Boss Whistler von Roger Whittaker verwendet. Marteria unterstützte die Gruppe weiterhin live bis zu ihrer Auflösung im Jahr 2003.

## Stil
Laut.de bezeichnete die Musik als „groovige Tracks“ mit „optimistischen Reimen“ und „freshen Beats“, machte aber auch eine „etwas düstere Variante“ aus. Allesreal.de beschrieb sie als „abwechslungsreiche Mischung aus lockeren, kritischen oder nachdenklichen Tönen“, die mal „düster“, mal „melancholisch“, mal „aggressiv“, mal „clubtauglich“ daherkämen. Am Flow müsse jedoch gearbeitet werden. Bei hiphop.de ist von einem peinlich-schwachen CD-Beginn die Rede. Die 20 Lieder pendelten zwischen kritisch, düster und spaßbetont, aber die Wortspiele seien „teilweise sehr gezwungen“. Insgesamt sei zumindest eine Weiterentwicklung in Sachen Atmosphäre, Inhalt und Reime festzustellen. Vom „dämlichen“ Intro und seinen „halbgaren“ Folgestücken berichtete auch rp-online, nur dass diese Rezension vollends negativ ausfiel. Zu hören sei ein „zäher Einheitsbrei“ mit bemühten Reimen. Programmierfähigkeiten allein würden nicht ausreichen, musikalisches Können gehöre genauso zum guten Hip-Hop.

## Diskografie
- 1998: Maximum (Album, P.O.sin-music)
- 2000: V.I.P. – Zu viele Hip Hop Starz (EP, Punchline Records)
- 2002: Zu viel des Guten (Album, Punchline Records)
- 2002: Boombastisch (12"-Single, Punchline Records)